# Sasko Tbilisi
Sasko Tbilisi (georgiska: სასკო) är en georgisk fotbollsklubb som sedan säsongen 2012/2013 spelar i Pirveli Ligas grupp A.

## Klubb
Sasko bildades år 2005 i Georgiens huvudstad Tbilisi. Klubben tränas av Tengiz Katsia, med Davit Katsia som assisterande tränare. Klubben leds av presidenten Gia Sitjinava. Sasko spelar sina hemmamatcher vid sportkomplexet Sjatili i Tbilisi, som vid fotbollsmatcher kan ta omkring 2000 åskådare. 

## Säsonger
| Säsong  | Liga         | Pos. | Sp. | V | O | F | GM | IM | P | Cup    | Europa | Noter | Tränare       |
| ------- | ------------ | ---- | --- | - | - | - | -- | -- | - | ------ | ------ | ----- | ------------- |
| 2012-13 | Pirveli Liga |      |     |   |   |   |    |    |   | Ej med |        |       | Tengiz Katsia |